# «Юнона» и «Авось»
«„Юно́на“ и „Аво́сь“» — рок-опера Алексея Рыбникова (музыка) и Андрея Вознесенского (либретто). Премьера в постановке режиссёра Марка Захарова состоялась 9 июля 1981 года на сцене Московского театра имени Ленинского комсомола, где спектакль, ставший своеобразной визитной карточкой «Ленкома», продолжает регулярно исполняться до настоящего времени. Входит в постоянный репертуар Санкт-Петербургского театра «Рок-опера» (с 31 декабря 1985), Иркутского областного музыкального театра имени Н. М. Загурского, Красноярского государственного музыкального театра, Ростовского музыкального театра, Алтайского краевого театра музыкальной комедии, Оренбургского областного театра музыкальной комедии, Харьковского академического театра музыкальной комедии, Донецкого государственного академического музыкально-драматического театра (с 2017). Несколько десятков лет идёт как рок-балет на сцене Красноярского государственного театра оперы и балета имени Д. А. Хворостовского, Казахского национального театра оперы и балета имени Абая в Алма-Ате. 
В названии рок-оперы использованы имена парусных судов «Юнона» и «Авось» калифорнийской экспедиции Николая Резанова (1764—1807) — русского дипломата и путешественника, одного из основателей торговой Российско-американской компании. События последних лет жизни Резанова, в том числе история его знакомства, обручения и несостоявшегося брака с Консепсьон Аргуэльо — Кончитой (1791—1857), пятнадцатилетней дочерью коменданта Сан-Франциско, составили сюжетную основу произведения.

## История создания
В 1978 году композитор Алексей Рыбников показал Марку Захарову, главному режиссёру Московского театра имени Ленинского комсомола («Ленкома»), свои музыкальные импровизации на темы православных песнопений. Захарову понравилась музыка, и тогда же возникла идея создать на её основе музыкальный спектакль на сюжет «Слова о полку Игореве». Он обратился с этим предложением к поэту Андрею Вознесенскому (это была их первая встреча), однако тот эту идею не поддержал:

Тогда я был наглый молодой поэт, мне казалось непонятным, зачем надо писать нечто славянофильское по «Слову о полку Игореве», в то время как неизвестен его автор и даже неизвестно, был или нет автор «Слова». Я говорю: «У меня есть своя поэма, она называется „Авось!“ о любви сорокадвухлетнего графа Резанова к шестнадцатилетней Кончите, давайте сделаем оперу по этой поэме». Марк растерялся немножечко и сказал: «Давайте я почитаю». На следующий день он мне сказал, что он согласен и что мы сделаем оперу, причём выбор композитора будет его, Марка. Он выбрал Алексея Рыбникова. Это был счастливый выбор.
В основу либретто была действительно положена поэма «Авось» (1970), хотя для театральной постановки пришлось дописывать многие арии и сцены. Слово «рок-опера» авторы заменили на «современная опера», поскольку за рок-музыкой в то время был строгий контроль со стороны властей. Постановка танцевальных номеров была осуществлена балетмейстером Владимиром Васильевым, который также изначально почувствовал, что готовящаяся постановка не имеет аналогов на советской сцене.
Параллельно с работой над спектаклем в «Ленкоме» в 1980 году была записана аудиоверсия оперы с другими исполнителями. Первое публичное прослушивание записанного произведения состоялось 9 декабря 1980 в церкви Покрова в Филях (Москва). Однако из-за цензурных препон альбом из двух стереопластинок был выпущен фирмой «Мелодия» только в 1982 году (номер С60 18627-30 (2LP)).
В то же время в отличие от предыдущей поставленной в «Ленкоме» рок-оперы Рыбникова «Звезда и смерть Хоакина Мурьеты», которую комиссия отклоняла 11 раз, новый спектакль был разрешён сразу. При этом, по воспоминаниям Вознесенского, перед прохождением комиссии Захаров поехал с ним на такси в Елоховский собор, где они поставили свечи у Казанской иконы Божией матери (которая упоминается в опере как «икона Казанской Божьей матери»). Три освящённых иконки они привезли в театр и поставили в гримёрке на столике у Николая Караченцова, Елены Шаниной и Людмилы Поргиной, исполнительницы роли Богоматери («Женщины с младенцем», как было написано в программке).
Премьера оперы состоялась в декабре 1980 года в церкви Покрова в Филях. 9 июля 1981 прошла постановка на сцене Московского театра имени Ленинского комсомола. В главных ролях были задействованы Николай Караченцов (граф Резанов), Елена Шанина (Кончита), Александр Абдулов (Фернандо). Через несколько дней, по воспоминаниям Рыбникова, на Западе были опубликованы скандальные статьи о спектакле, оценивающие его как антисоветский, что осложнило жизнь его авторам:

Западная пресса среагировала так, будто мы делали премьеру на Бродвее, а не в советской Москве. После этого меня очень надолго подвинули в тень. Спектакль играли, но не выпускали за рубеж, очень долго не выходила пластинка (на спектакль ведь ходит 800 человек 2—3 раза в месяц, а пластинка — это массовая известность). Меня даже не признавали автором, не подписывали со мной договор, и я судился с Министерством культуры СССР, на суд приходили иностранные корреспонденты… Выиграв суд, я попал в категорию людей, с которыми лучше вообще не связываться.
Однако через некоторое время благодаря Пьеру Кардену состоялись гастроли «Ленкома» в Париже и на Бродвее в Нью-Йорке, затем в Германии, Нидерландах и других странах.
31 декабря 1985 года на сцене ДК имени Капранова в Ленинграде состоялась премьера рок-оперы в исполнении ВИА «Поющие гитары» (впоследствии ставшего Санкт-Петербургским театром «Рок-опера»). Эта сценическая версия отличалась от постановки «Ленкома». В частности, режиссёр Владимир Подгородинский ввёл в спектакль нового персонажа — Звонаря, фактически «овеществлённую» душу Николая Резанова. Звонарь практически лишён слов и лишь сложнейшей пластикой и эмоциональным настроем передаёт метания души главного героя. По воспоминаниям, Алексей Рыбников, присутствовавший на премьере, признал, что «Поющие гитары» более точно воплотили идею создателей оперы, сохранив авторский жанр оперы-мистерии и оригинальную драматургию Вознесенского. Летом 2010 года в Санкт-Петербурге состоялось двухтысячное исполнение «„Юноны“ и „Авось“» в исполнении театра «Рок-опера».
Опера также была поставлена в Украине, Польше, Венгрии, Чехии, Германии, Южной Корее и других странах.
Летом 2009 года во Франции Государственный театр под руководством народного артиста РФ композитора Алексея Рыбникова представил новую постановку рок-оперы «„Юнона“ и „Авось“». Главный акцент в ней сделан на музыкальной составляющей спектакля. Вокальные номера поставлены заслуженной артисткой РФ Жанной Рождественской, хореографические — Жанной Шмаковой. Главным режиссёром спектакля является Александр Рыхлов. На сайте А. Рыбникова отмечается:

Полная авторская версия… является серьёзной новацией в жанре мирового музыкального театра и призвана возвратить изначальную идею авторов. В новой версии оперы соединились традиции русской духовной музыки, народный фольклор, жанры массовой «городской» музыки, с образными, идейными и эстетическими приоритетами композитора.

«„Юнона“ и „Авось“»: главные создатели рок-оперы и спектакля
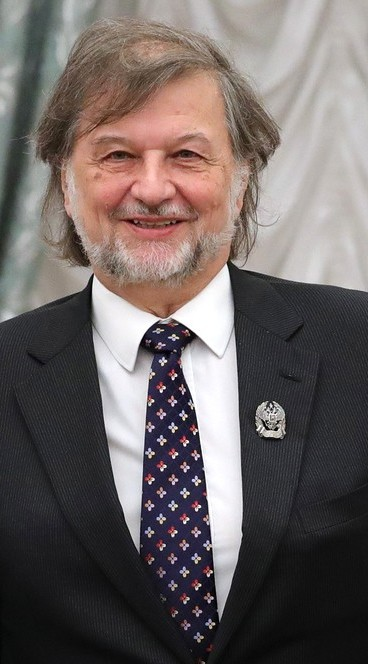
Алексей Рыбников — композитор
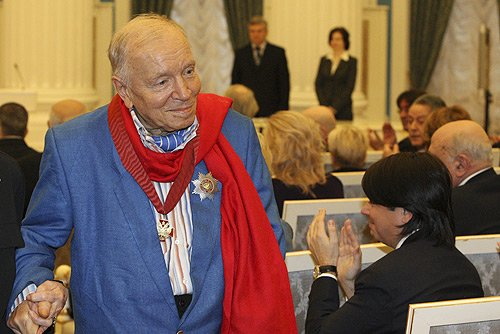
Андрей Вознесенский — автор либретто
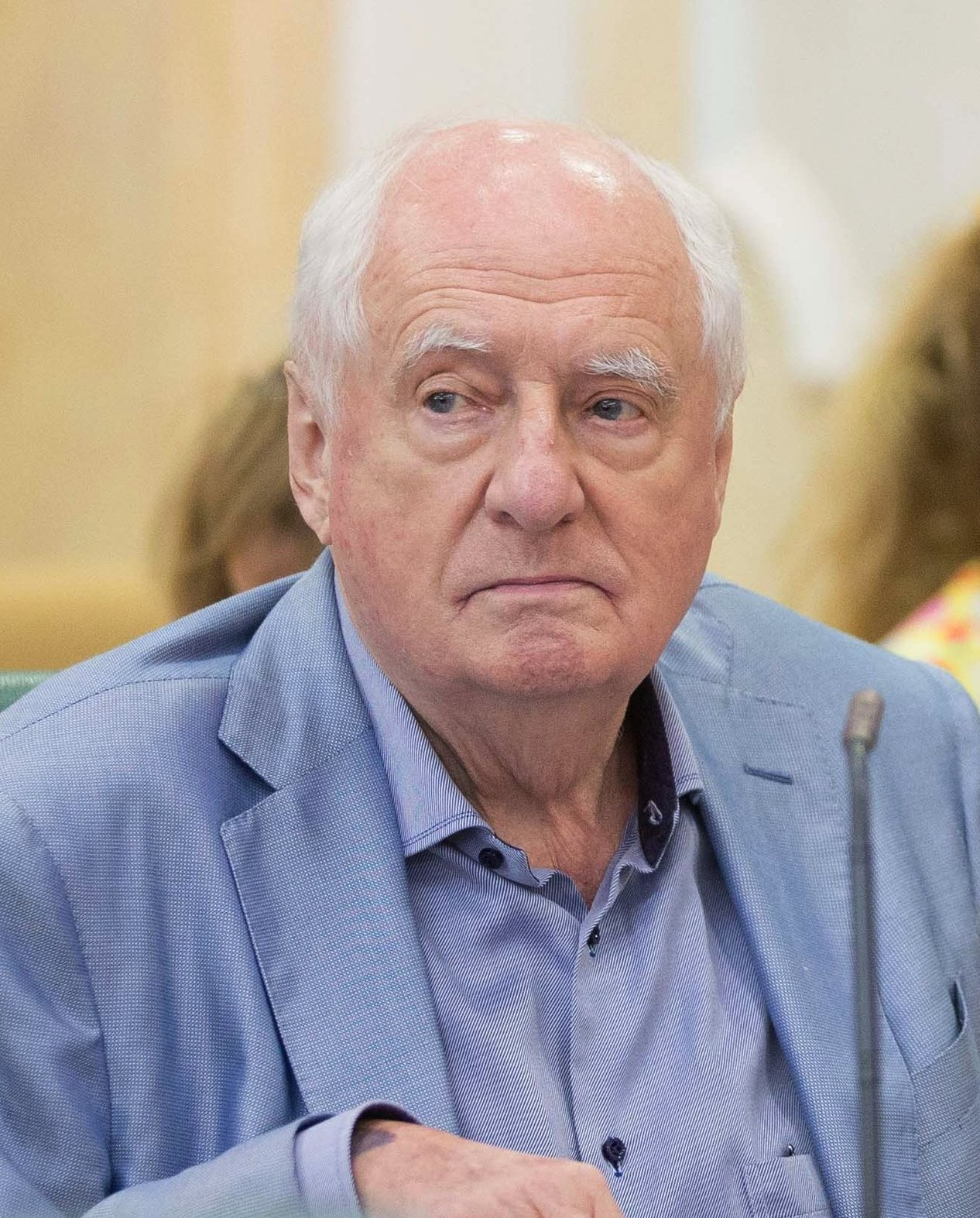
Марк Захаров — режиссёр-постановщик спектакля «Ленкома»

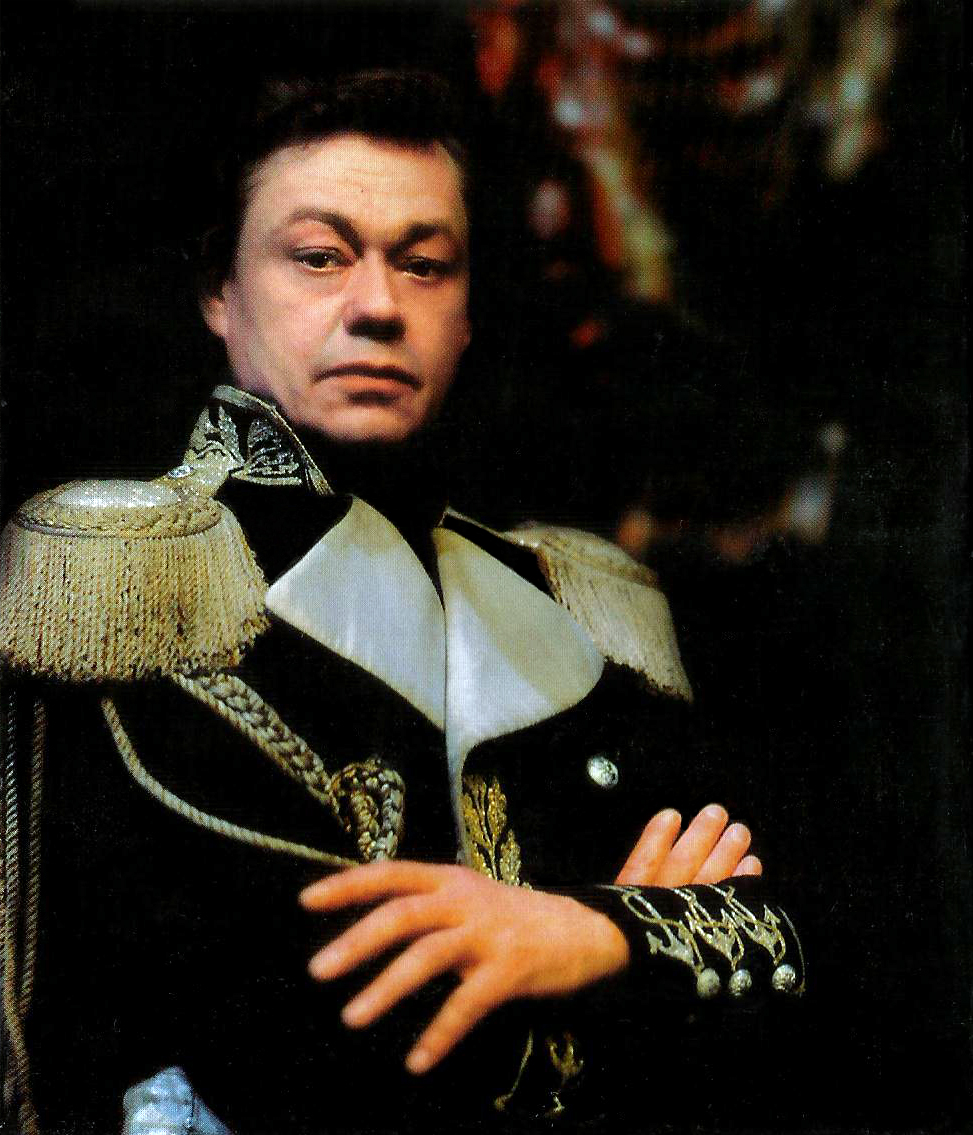
Николай Караченцов — первый исполнитель партии Николая Резанова в спектакле «Ленкома»
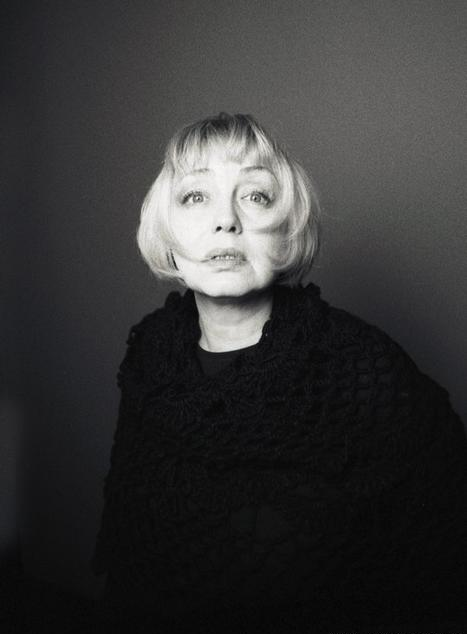
Елена Шанина — первая исполнительница партии Консепсьон Аргуэльо в спектакле «Ленкома»

## Первоисточник сюжета
Сюжет поэмы «Авось» (1970) и рок-оперы «„Юнона“ и „Авось“» основан на реальных событиях и посвящён путешествию русского государственного деятеля Николая Петровича Резанова в Калифорнию в 1806 году и его встрече с юной Консепсьон Аргуэльо — Кончитой, дочерью испанского коменданта Сан-Франциско.
По воспоминаниям Андрея Вознесенского, поэму «Авось» он начал писать в Ванкувере, когда «глотал… лестные страницы о Резанове толстенного тома Дж. Ленсена, следя судьбу нашего отважного соотечественника». Кроме того, сохранился и был частично издан путевой дневник Резанова, который был также использован Вознесенским.
Согласно сюжету оперы, Николай Резанов, один из руководителей первой русской кругосветной экспедиции, в 1807 году прибыл в Калифорнию для того, чтобы пополнить запасы продовольствия для русской колонии на Аляске. Его полюбила пятнадцатилетняя Кончита Аргуэльо, с которой они обручились. Резанов был вынужден вернуться на Аляску, а затем ехать к императорскому двору в Санкт-Петербург, чтобы выхлопотать разрешение на брак с католичкой, но по дороге тяжело заболел и умер в Красноярске в возрасте 43 лет. Кончита не верила доходившим до неё сведениям о смерти жениха. Только в 1842 году английский путешественник Джордж Симпсон, прибыв в Сан-Франциско, сообщил ей точные подробности его кончины. Поверив в его смерть лишь тридцать пять лет спустя, она дала обет молчания, а в 1851 году приняла постриг в доминиканском монастыре в Монтерее, где провела шесть лет и скончалась в 1857 году.
Спустя ещё полтора века произошёл символический акт воссоединения влюблённых: осенью 2000 года шериф Бениши, городка, где похоронена Мария, привёз в Красноярск горсть земли с её могилы и розу, чтобы возложить к белому кресту, на одной стороне которого выбиты слова «Я тебя никогда не забуду», а на другой — «Я тебя никогда не увижу».
Ни поэма, ни опера не являются документальными хрониками. По словам самого Вознесенского,

[а]втор не столь снедаем самомнением и легкомыслием, чтобы изображать лиц реальных по скудным сведениям о них и оскорблять их приблизительностью. Образы их, как и имена, лишь капризное эхо судеб известных…
В 1810—1812 годах опубликованы записки Гавриила Давыдова «Двукратное путешествие в Америку…», в которых изложена история капитанов легендарных судов «Юнона» и «Авось».
Аналогичная история произошла с будущим декабристом Дмитрием Завалишиным во время его участия в кругосветной экспедиции под командованием Михаила Лазарева (1822—1824).
В 1945-1950 вышел исторический роман советского писателя Ивана Кратта «Великий океан», описывающий эту историю. Сюжет описан также Брет Гартом в поэме «Консепсьон де Аргуэльо». Поэма А.Вознесенского «Авось» была опубликована в журнале «Дружба народов» в 1972 году.

## Список музыкальных тем
| №   | Название                                          | Длительность |
| --- | ------------------------------------------------- | ------------ |
| 1.  | «Пролог»                                          | 4:39         |
| 2.  | «Отпевание»                                       | 2:37         |

Обложка первого официального CD-переиздания («Мелодия», 1996)

Обложка официального винилового переиздания («Мелодия», 2013)

| 3.  | «Романс „Я тебя никогда не забуду!“»              | 2:45         |
| 4.  | «Ария Резанова „Душой я бешено устал…“»           | 5:23         |
| 5.  | «Сцена в церкви. Молитва»                         | 3:00         |
| 6.  | «Ария Пресвятой Девы»                             | 3:14         |
| 7.  | «Песня моряков „Авось“»                           | 4:16         |
| 8.  | «Плавание»                                        | 2:51         |
| 9.  | «Прибытие в Америку»                              | 1:12         |
| 10. | «Сцена на балу»                                   | 1:32         |
| 11. | «Белый шиповник»                                  | 3:21         |
| 12. | «Ночь в спальне Кончиты»                          | 1:42         |
| 13. | «Ария Резанова „Ангел, стань человеком“»          | 4:35         |
| 14. | «Дуэль с Фернандо»                                | 2:47         |
| 15. | «Помолвка»                                        | 3:55         |
| 16. | «Монолог Резанова „Принесите мне карты открытий“» | 2:01         |
| 17. | «Хор и сцена „Воздайте Господу“»                  | 6:18         |
| 18. | «Сцена в келье. Ожидание Кончиты»                 | 4:09         |
| 19. | «Финал»                                           | 3:34         |
| 20. | «Эпилог. „Аллилуйя“»                              | 5:28         |

Пластинка с музыкой из спектакля, вышедшая в 1982 году, содержит запись, сделанную в 1980 году, то есть ещё до премьеры самой рок-оперы в театре. В 1996 году запись была переиздана фирмой «Мелодия» на CD (MEL CD 60 00327), в 2013 году — в формате двойного винилового альбома (MEL LP 0014) с изменённым оформлением обложки.
Впоследствии был выпущен компакт-диск к двадцатилетию спектакля в исполнении актёров театра «Ленком» (грампластинка 1982 года была записана без их участия), с несколько другим содержанием:
| №   | Название                      | Длительность |
| --- | ----------------------------- | ------------ |
| 1.  | «Пролог»                      |              |
| 2.  | «Романс офицеров»             |              |
| 3.  | «Душой я бешено устал»        |              |
| 4.  | «Молитва первая»              |              |
| 5.  | «Молитва вторая»              |              |
| 6.  | «Ария Девы»                   |              |
| 7.  | «Авось»                       |              |
| 8.  | «Белый шиповник»              |              |
| 9.  | «Ангел, стань человеком»      |              |
| 10. | «Я тебя никогда не забуду»    |              |
| 11. | «Хор Воздайте Господу»        |              |
| 12. | «Я умираю от простой хворобы» |              |
| 13. | «35 лет ожидания»             |              |
| 14. | «Реплика Человека от театра»  |              |
| 15. | «Аллилуйя»                    |              |
| 16. | «В честь пятнадцатилетия»     |              |

## Исполнители

### Резанов
- 1979—1981 — Геннадий Трофимов
- 1981—2005 — Николай Караченцов
- 2005—2024 — Дмитрий Певцов
- 2006—2016 — Виктор Раков
- 2017 — н. в. — Семён Шкаликов
- 2021 — н. в. — Игорь Коняхин

### Кончита
- 1981—1988 — Елена Шанина
- 1988—1990 — Инна Пиварс
- 1990—1994 — Алёна Хмельницкая
- 1994—2001 — Инна Пиварс
- 2001—2007 — Анна Большова
- 2006—2011 — Алла Юганова
- 2010 — н. в. — Александра Волкова
- 2012 — н. в. — Анна Зайкова

### Фернандо
- 1981—1990 — Александр Абдулов
- 1990—2004 — Виктор Раков
- 2005 — н. в. — Станислав Рядинский
- 2010 — н. в. — Кирилл Петров

## Исполнители оригинальной аудиоверсии
Грампластинка ВСГ «Мелодия» С60 18627-30 (2LP)
- Резанов — Геннадий Трофимов
- Кончита — А. Рыбникова
- Федерико — П. Тилс
- Румянцев, Хвостов, Отец Ювеналий — Ф. Иванов
- Голос Богоматери — Жанна Рождественская
- Солист в прологе — Р. Филиппов
- Давыдов, второй солист — К. Кужалиев
- Хосе Дарио Аргуэльо — А. Самойлов
- Молящаяся женщина, солистка в эпилоге — Р. Дмитренко
- Молящаяся девочка — Ольга Рождественская
- Моряк — В. Ротарь
- Группа молящихся — А. Садо, О. Рождественский, А. Паранин
- Юродивый — А. Рыбников

## Спектакль в нумизматике
В мае 2011 года монетный двор Польши по заказу правительства острова Ниуэ выпустил серебряную монету достоинством 1 новозеландский доллар, посвящённую рок-опере и одноимённому спектаклю. На оборотной стороне монеты изображены Николай Караченцов и Елена Шанина, сыгравшие главные роли в спектакле, а также надпись «Юнона и Авось» на русском языке.